# Висячий мост

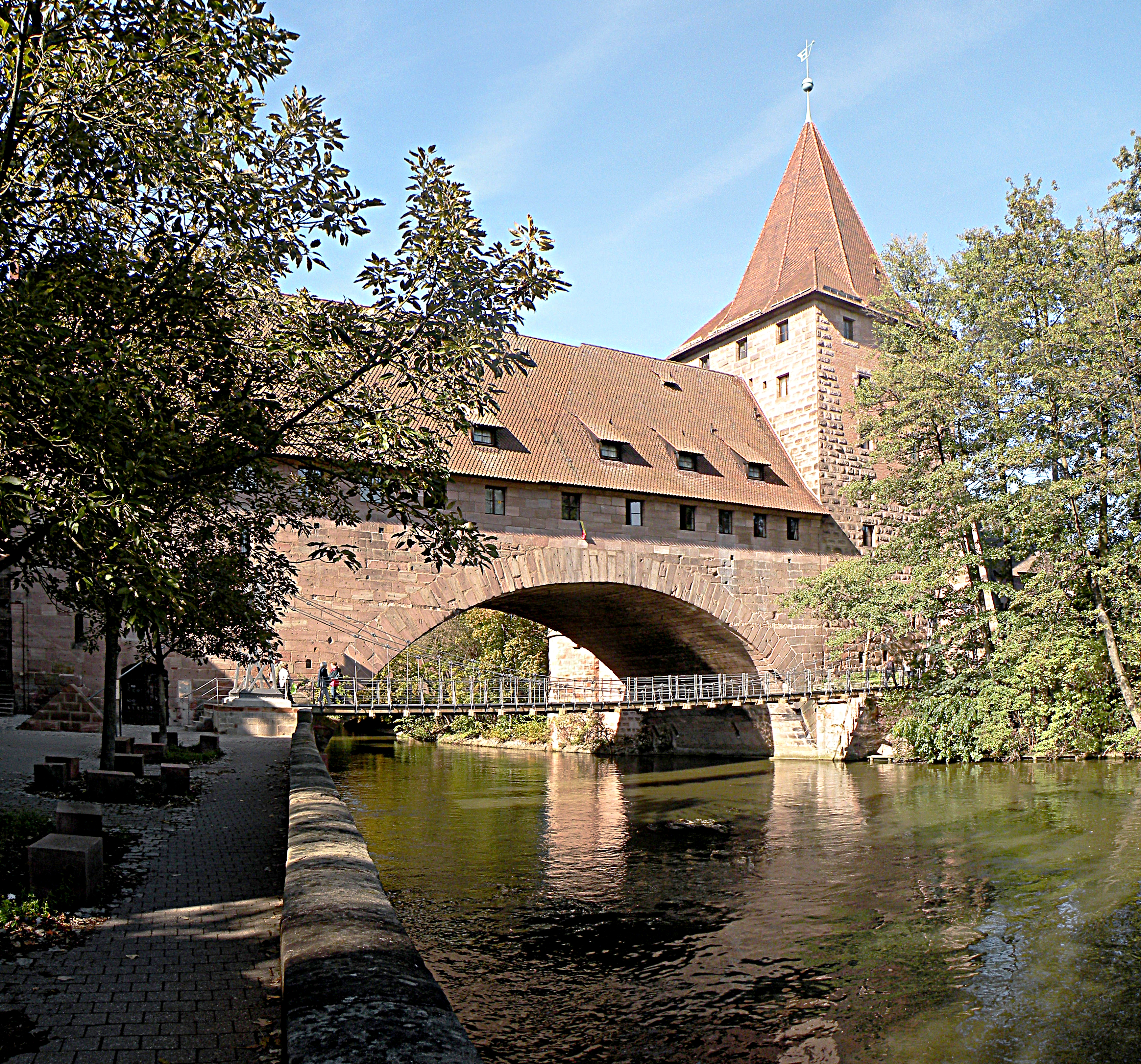
Первый в Германии железный висячий мост. Нюрнберг.

Вися́чий мост — мост, в котором основная несущая конструкция выполнена из гибких элементов (кабелей, канатов, цепей и других), работающих на растяжение, а проезжая часть подвешена. Висячие мосты часто называют «подвесными», однако в специализированной литературе по архитектуре и строительству термин «подвесной мост» не используется. Первые современные образцы этого типа моста были построены в начале 1800-х годов. Простые подвесные мосты, в которых отсутствуют вертикальные подвески, имеют долгую историю во многих горных районах мира.
Висячие мосты находят наиболее удачное применение в случае большой длины моста, невозможности или опасности установки промежуточных опор (например, в судоходных местах). Мосты такого типа выглядят очень гармонично, одним из наиболее известных примеров является мост Золотые Ворота, расположенный на входе в бухту Сан-Франциско.
Основные несущие тросы (или цепи) подвешивают между установленными по берегам пилонами. К этим тросам крепят вертикальные тросы или балки, на которых подвешивается дорожное полотно основного пролёта моста. Основные тросы продолжаются за пилонами и закрепляются на уровне земли. Продолжение тросов может использоваться для поддержки двух дополнительных пролётов.
Под действием сосредоточенной нагрузки несущая конструкция может изменять свою форму, что уменьшает жёсткость моста. Для избегания прогибов в современных висячих мостах дорожное полотно усиливают продольными балками или фермами, распределяющими нагрузку.
Используются также конструкции, в которых дорожное полотно поддерживается системой прямолинейных канатов, закреплённых непосредственно на пилонах. Такие мосты называются вантовыми.

## Достоинства висячих мостов
- Основной пролёт можно сделать очень длинным при минимальном количестве материала. Поэтому использование такой конструкции очень эффективно при строительстве мостов через широкие ущелья и водные преграды. В современных висячих мостах широко применяют проволочные тросы и канаты из высокопрочной стали с пределом прочности около 2—2,5 ГПа (200—250 кгс/мм²), что существенно снижает собственный вес моста.
- Висячие мосты могут быть построены высоко над водой, что обеспечивает прохождение под ними даже высоких судов.
- Отсутствует необходимость ставить промежуточные опоры, что даёт большие преимущества, например, в случае горных разломов или рек с сильным течением.
- Будучи относительно податливыми, висячие мосты могут, без ущерба для целостности конструкции, изгибаться под действием сильного ветра или сейсмических нагрузок, тогда как более жёсткие мосты нужно строить более крепкими и тяжёлыми.

## Недостатки висячих мостов
- Висячий мост, в принципе, представляет собой крыло[источник не указан 4832 дня]. И это требует при его конструировании и привязке к месту установки обязательного расчёта его аэродинамических свойств. Из-за недостаточной жёсткости моста может потребоваться перекрытие движения в штормовую погоду (смотрите историю Такомского моста).
- Под действием сильного ветра опоры подвергаются действию большого крутящего момента, поэтому для них требуется хороший фундамент, особенно при слабых грунтах.
- Полотно моста сильно прогибается, если на одном участке сосредоточена нагрузка существенно больше, чем на других. Из-за этого висячие мосты реже используются в качестве железнодорожных, чем другие типы. Тем не менее, есть много примеров совмещения автомобильного и железнодорожного движения (как правило, в разных ярусах) на висячем мосту: Манхэттенский мост в Нью-Йорке, Мост 25 апреля в Лиссабоне и мн. др.

## Структура конструкции
Основные напряжения в висячем мосте — это напряжения растяжения в основных тросах и напряжения сжатия в опорах, напряжения в самом пролёте малы. Почти все силы в опорах направлены вертикально вниз и стабилизируются за счёт тросов, поэтому опоры могут быть очень тонкими. Сравнительно простое распределение нагрузок по разным элементам конструкции упрощает расчёт висячих мостов.

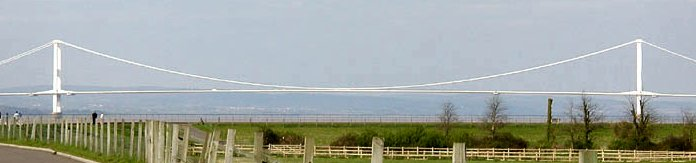
Севернский мост, между Англией и Уэльсом.

Под действием собственного веса и веса мостового пролёта тросы провисают и образуют дугу, близкую к параболе.
Ненагруженный трос, подвешенный между двумя опорами, принимает форму т. н. «цепной линии», которая близка к параболе в почти горизонтальном участке.
Если весом тросов можно пренебречь, а вес пролёта равномерно распределён по длине моста, тросы принимают форму параболы.
Если вес троса сравним с весом дорожного полотна, то его форма будет промежуточной между цепной линией и параболой.

Различия между типами висячих мостов
Висячий мост
Вантовый мост➤, конструкция в стиле "Пучок"
Вантовый мост, конструкция в стиле "Веер"

## Исторический очерк

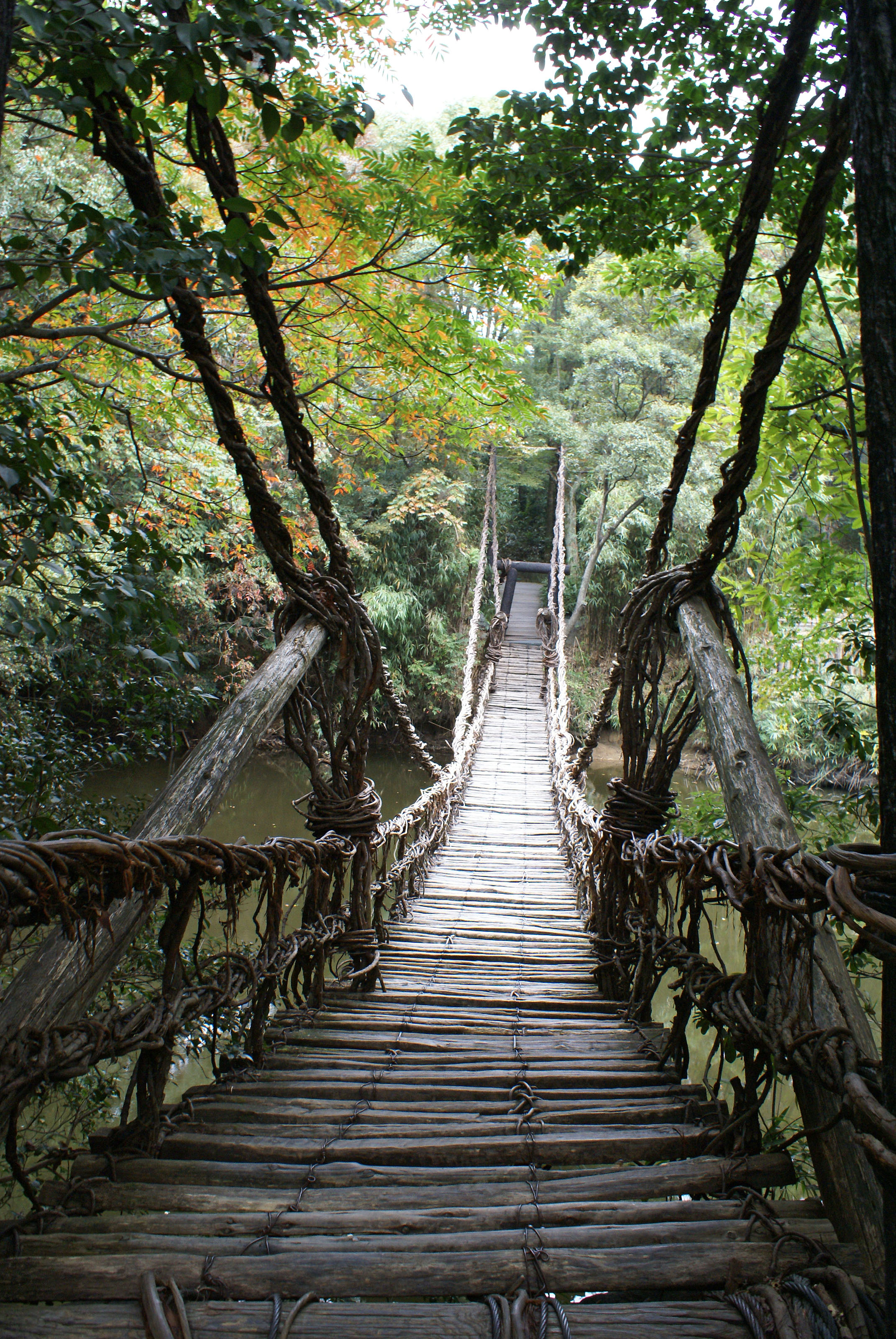
Висячий мост традиционного типа, музей под открытым небом Сикоку-мура, Такамацу, Япония

Идея применения гибких растянутых элементов растительного происхождения (лианы, бамбук) для перекрытия рек и ущелий возникла, очевидно, на заре человеческого общества. Имеются в достаточной мере достоверные исторические данные о постройке таких мостов в Древнем Египте, Юго-Восточной Азии, Японии, Центральной и Южной Америке.
В Тибете и Бутане более полусотни висячих мостов построил Тангтонг Гьялпо (1385—1464 или 1361—1485), использовавший в строительстве кованые стальные цепи. (Считается, что он построил 108 цепных мостов из железа (по другим источникам — 58 подвесных мостов)) В частности, один из его подвесных мостов Chushul Chakzam, построенный в 1430 году через реку Ярлунг Цанпо в 65 км от Лхаса, имел длину порядка 140 метров и существовал до середины XX века. По описанию, основными элементами моста служили две толстых цепи, прикреплённые к крепким деревянным балкам, крепящимся на колоннах, на цепи были натянуты секции четырёхметровых верёвок, к которым прикреплялись деревянные дощечки размером 1 м x 30 см, чтобы мог пройти один человек. Некоторые мосты, построенные Тангтонг Гьялпо в Тибете и Бутане эксплуатируются до сих пор. Например, Висячий мост через реку Пхо в Пунакхе на высоте 30 метров над землёй длиной 300 метров является самым длинным подвесным мостом в Бутане и используется до сих пор.
О висячих мостах инков неоднократно сообщает в своих книгах Сьеса де Леон (1553):
«На каждом берегу реки установлено по два крупных могучих камня, добытые целиком с очень глубокими и крепкими основаниями, для наведения моста, сделанного из сплетённых в канат ветвей, наподобие верёвок с помощью которых через колесо на водокачках добывают воду. И они настолько крепкие, что по ним могут пройти спущенные с поводов лошади, как если бы они шли по мосту Алькантары или Кордовы. Когда я переходил через него, он был в длину 166 футов.»
Путь Сьесы пролегал по дороге Инков (длиной 3000 км от Куско до Кито), где он встретил почти нетронутыми, и как будто вытянутыми в одну линию, архитектурные монументы и висячие мосты, техника натягивания которых опережала современную тогда инженерную мысль на несколько веков.
Переход от примитивных конструкций висячих мостов к современным системам относится к XVII—XVIII вв. и связан с именами испанца Веррантиуса, француза Пойе и англичанина Джеймса Финли. Последний получил на свою висячую систему патент в 1801 году..

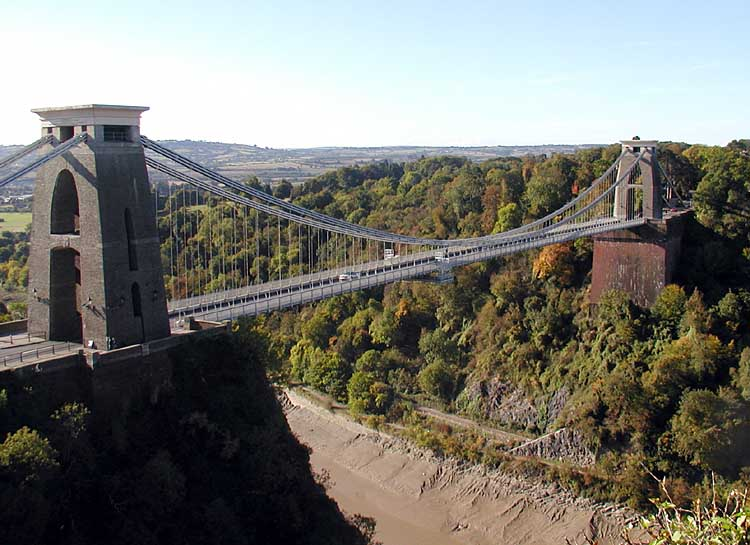
Клифтонский мост близ Бристоля (инженер Изамбард Кингдом Брюнель, 1864).

Первые висячие мосты, оказавшиеся способными соответствовать современным требованиям, были построены в Северной Америке в конце XVIII столетия. Первый висячий мост был построен Джеймсом Финли в Пенсильвании в 1796 году. В начале XIX века в этом штате существовало уже довольно много таких мостов. Самым крупным из них был мост через реку Скулкил (Schuylkill) близ Филадельфии. Британские инженеры последовали примеру американцев, в результате чего на протяжении первой четверти XIX века было построено много таких мостов и в Англии. Первый из них — мост Юнион через реку Твид, а крупнейший — мост через Менай, соединяющий берег Уэльса с островом Англси, со средним пролётом 165 м. Он был спроектирован и построен Томасом Тельфордом, строительство велось с 1822 по 1826 гг. Один из первых железных висячих мостов континентальной Европы был построен на территории замка Виссекере в нынешней Бельгии по проекту инженера Жана-Батиста Вифкена в 1824 году.
В XX веке было построено большое количество висячих мостов, основные достижения технологии их строительства таковы:
- В 1929 г. в Детройте построен висячий мост Амбассадор длиной 564 м, вышедший на первое место среди всех систем мостов по длине пролёта, превзойдя Квебекский мост с пролётом 548 м (металлическая консольно-подвесная ферма).
- В 1931 г. построен мост Джорджа Вашингтона через Гудзон длиной 1067 м, — первый мост, превзошедший километровый пролёт, окончательно закрепивший превосходство висячих систем.
- В 1937 г. в Сан-Франциско построен мост Золотые Ворота, длина 1280 м, предмет национальной гордости американцев (на праздновании 50-летия моста в 1987 г. собралось 150 000 человек), получил много призов за красоту, особый эффект от оранжевого троса на фоне голубого океана.
- В 1965 г. в Нью-Йорке построен «Мост Верразано», длина 1298 м, — последний американский мировой рекорд, остающийся до сих пор рекордом Америки.
- В 1997 г. в Японии, между островами Сикоку и Хонсю построен мост Акаси-Кайкё, который дважды вошёл в книгу рекордов Гиннесса: как самый длинный подвесной мост — длина одного его пролёта составляет 1991 м — и как самый высокий мост, так как его пилоны поднимаются на 297 м, что выше девяностоэтажного дома. Общая же протяжённость этого уникального трёхпролётного сооружения составляет 3910 м. Несмотря на огромные размеры моста, его конструкция достаточно прочна, чтобы выдержать порывы ветра до 80 м в секунду и землетрясения до 8 баллов по шкале Рихтера, которые нередки на Дальнем Востоке.

Вариантом висячего моста является конструкция, в которой на основные несущие стальные тросы подвешено не непосредственно дорожное полотно моста, а ферменная конструкция. Её верхняя часть, имея параболическую форму, повторяет геометрию основного троса и прикрепляется к нему проушинами. Самый известный из таких мостов — мост Эрсилиу Луза в бразильском Флорианополисе, построенный в 1926 году.

## Висячие мосты в России
Строительство первых висячих мостов в России началось в 1820-х гг. Первый цепной мост был построен в Петербурге в парке Екатерингоф в 1823 году по проекту П. П. Базена. Это был небольшой пешеходный мост, с пролётом 15,25 м. В Петербурге строительство цепных мостов продолжалось всего несколько лет (1823 — 1826 гг.). Подобная конструктивная схема была использована Треттером при строительстве небольших мостов через Мойку, Канал Грибоедова и Фонтанку: Египетского, Пантелеймоновский, Почтамтского, Банковского и Львиного.
Цепные мосты строились не только в Петербурге — в подмосковной усадьбе Кузьминки архитектором Д. И. Жилярди в 1825 году был построен цепной мост, аналогичный по конструкции пилонов Почтамтскому мосту. Инженер П. Я. Девитте в 1825 году построил в Москве через Яузу пешеходный мост с несущими кабелями из проволок.

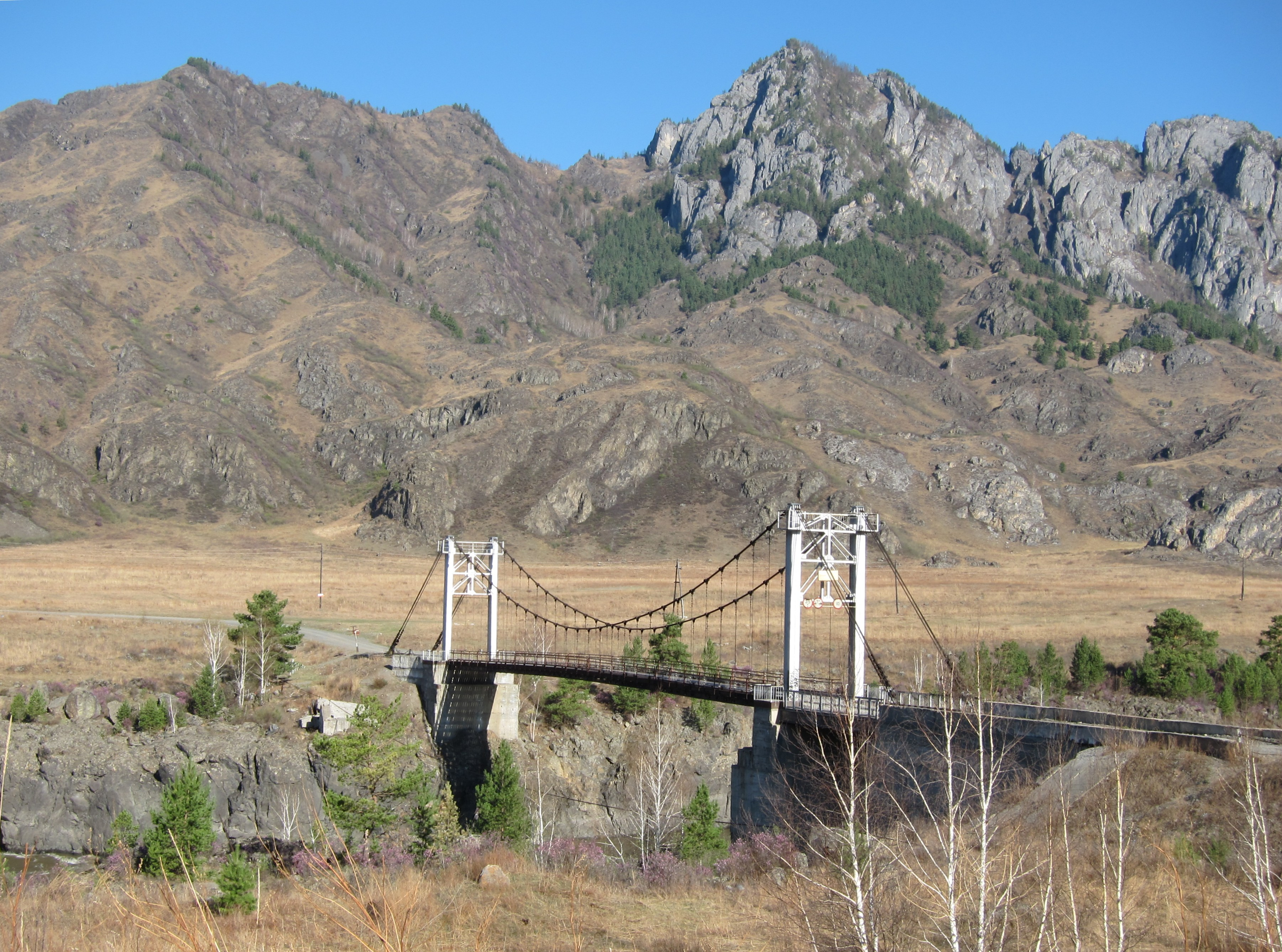
Ороктойский мост через реку Катунь, Республика Алтай

В 1853 году был построен мостовой переход через р. Великую в городе Остров — единственные цепные транспортные мосты середины XIX века, сохранившиеся на территории России.
В 1934—1936 гг. был построен Ининский мост через реку Катунь — первый двухцепной висячий мост в СССР.
Одним из наиболее известных российских висячих мостов является Крымский мост через Москва-реку (1938, архитектор А. В. Власов, инженер Б. П. Константинов).
В России висячие мосты не получили такого большого развития, как в США, Англии, Франции, Японии и других странах. Во-первых, они появились в России значительно позже (1823 год). Отставание в этой области объясняется многими причинами, одна из которых заключается в отсутствии сравнительно больших водных преград, которые требовали бы строительства столь больших пролётов. Кроме того, поскольку большая часть территории России находится в зонах с зимним ледоставом на реках и промерзанием почвы, сооружение промежуточных опор в зимнее время не представляет большой сложности, в отличие от стран с тёплым климатом, где для установки промежуточных опор в донном грунте водоёмов требуется искусственное замораживание.

## Пешеходные висячие мосты
Мосты для пользования пешеходами можно рассматривать обособленно, так как при их сооружении нет жёстких требований к плоскости полотна, допускается его изгиб. Примером может служить пешеходный мост имени Чарльза Куонена.

## Вантовые мосты

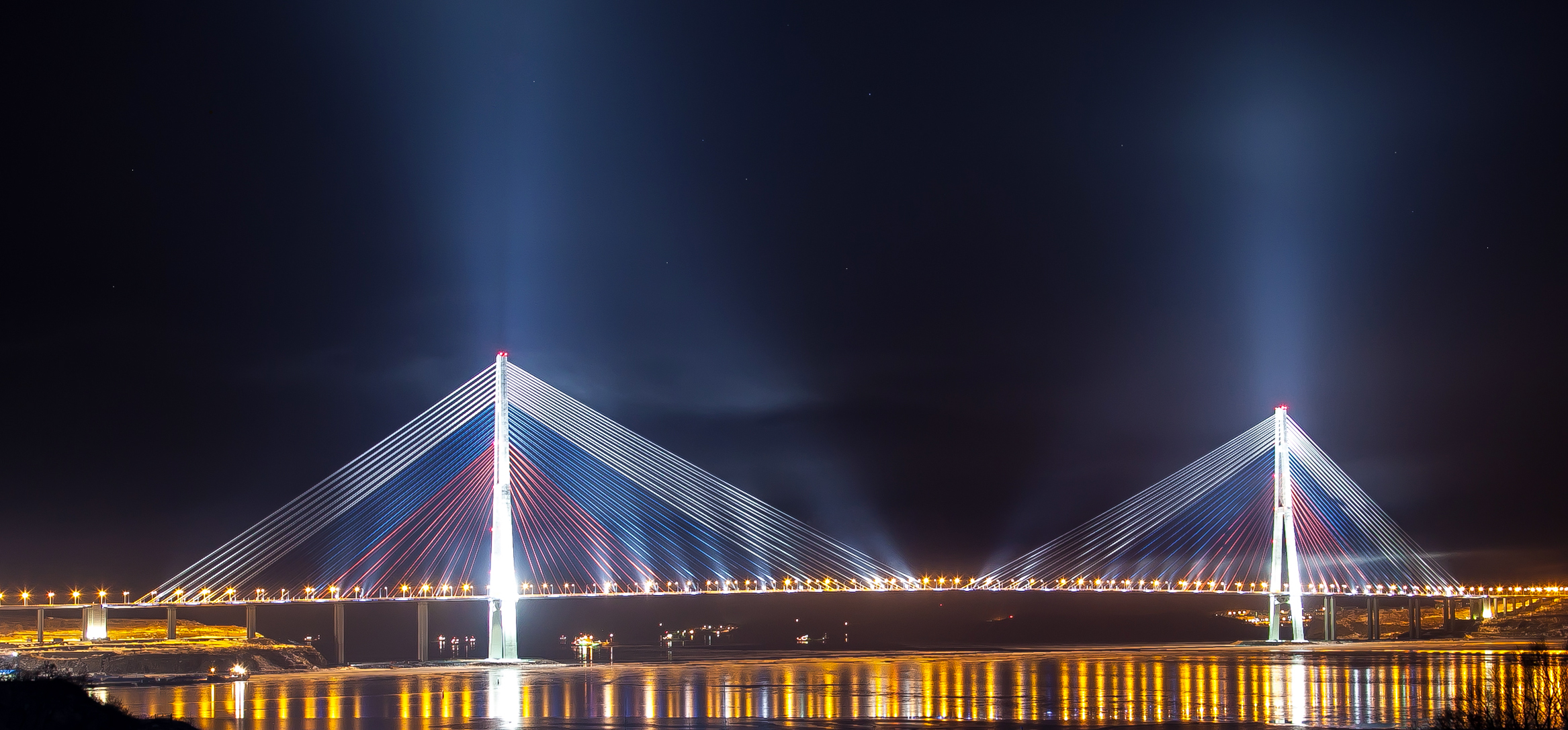
Вантовый Русский мост (Владивосток)

Вантовый мост — тип висячего моста, состоящий из одного или более пилонов, соединённых с дорожным полотном посредством стальных тросов — вант. В отличие от висячих мостов, где дорожное полотно поддерживается вертикальными тросами, прикреплёнными к протянутым по всей длине моста основным несущим тросам, у вантовых мостов тросы (ванты) соединяются непосредственно с пилоном.
Преимуществом вантовых мостов перед висячими является меньшая подвижность дорожного полотна, что делает их пригодными для использования в качестве железнодорожных переправ. 
Русский мост во Владивостоке является вантовым мостом с самым длинным основным пролётом в мире.

## Живые корневые мосты

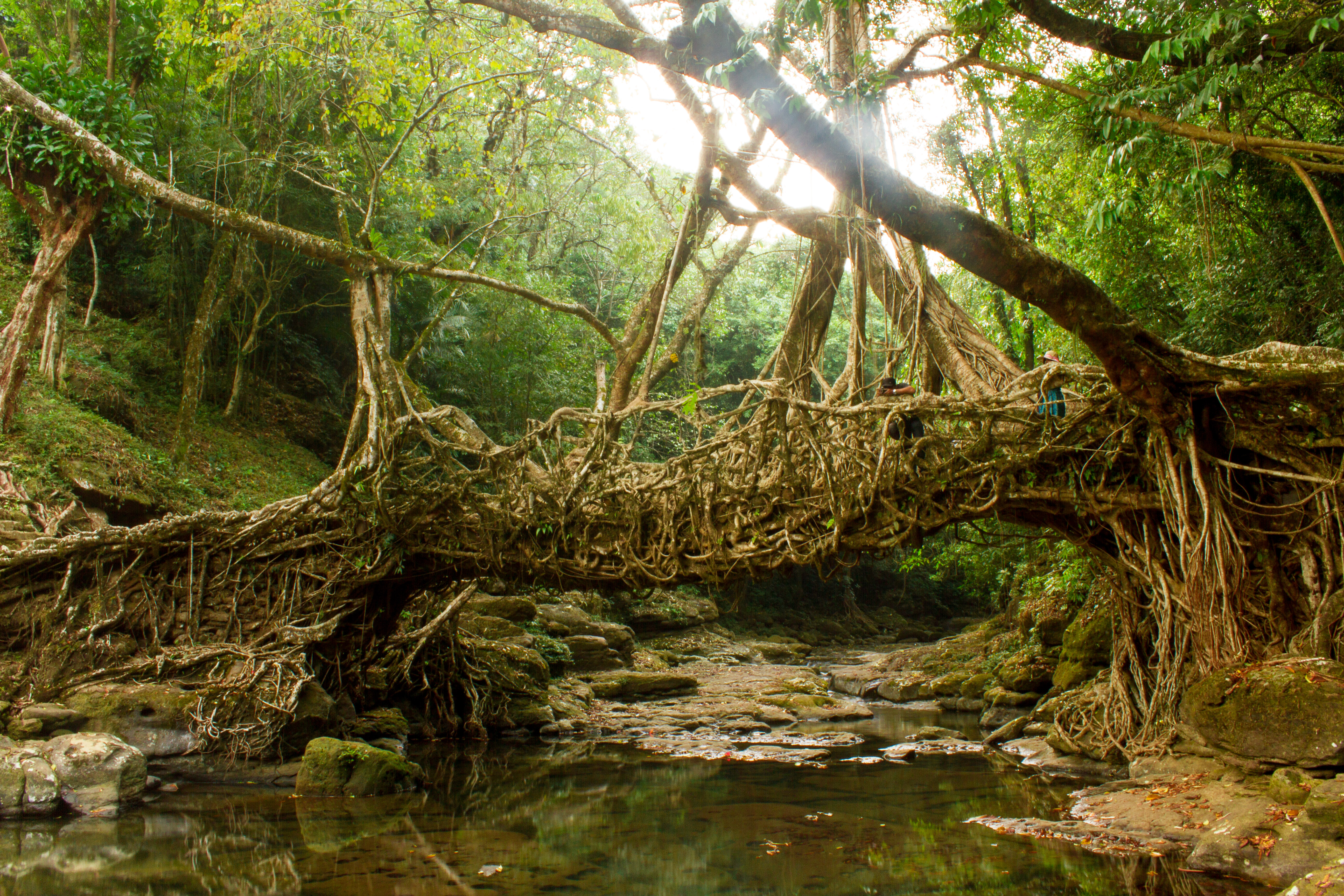
Живой корневой мост

Живые корневые мосты распространены в районе города Черапунджи, штат Мегхалая на востоке Индии, и представляют собой один из древнейших примеров арбоархитектуры. Они традиционно создаются из воздушных корней каучуконосного фикуса народами кхаси и джантийа. В XX веке, не теряя своего транспортного значения, эти подвесные мосты стали яркой достопримечательностью региона, неизменно привлекающей туристов.
Основным достоинством корневого моста во влажном климате тропиков является то, что пока дерево живое, мост защищён от гниения. При этом чем старше фикус, тем мост прочнее. Достаточно старый и крепкий живой мост способен выдержать нагрузку до 50 человек. Если дерево здорово, срок службы такого самовосстанавливающегося моста может составлять до нескольких сотен лет.

## Самые длинные висячие мосты

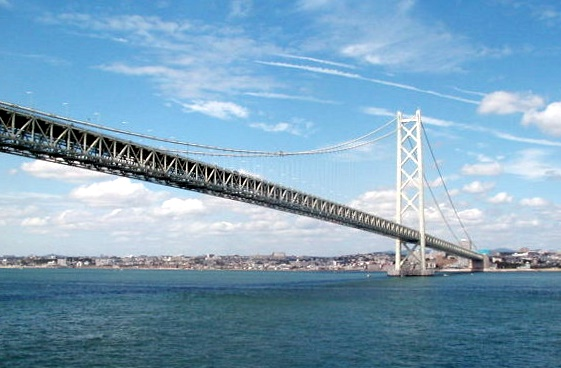
Мост Акаси-Кайкё между о. Хонсю и о. Сикоку, Япония

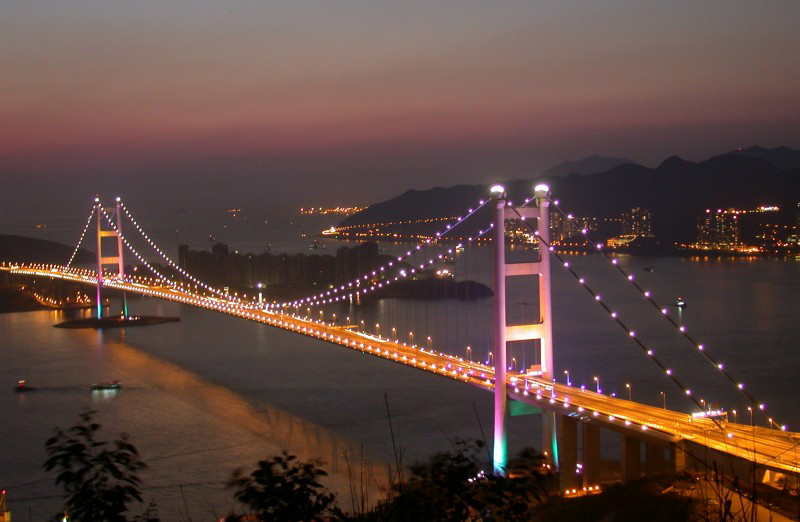
мост Цзин Ма, Гонконг

Длина моста считается по длине основного пролёта (свыше 1000 метров).
1. Мост Чанаккале,Турция. 2023м, построен в 2022.
2. Мост Акаси-Кайкё, Япония. 1991 м, построен в 1998.
3. Мост Сихоумэнь, Китай. 1650 м, построен в 2009.
4. Мост Большой Бельт, Дания. 1624 м, построен в 1998.
5. Мост Ли Сунсин, Республика Корея. 1545 м, построен в 2012.
6. Мост Жуньян, Китай 1490 м, построен в 2005
7. Мост Хамбер, Англия. 1410 м, построен в 1981 (был самым большим с 1981 до 1998).
8. Мост Султана Селима Грозного, Турция. 1408 м, построен в 2016 (считается самым широким висячим мостом в мире).
9. Мост Цзянъинь, Китай, р. Янцзы. 1385 м, построен в 1997.
10. Мост Цзин Ма, Гонконг. 1377 м, построен в 1997 (с железнодорожными путями и метро).
11. Мост Верразано, США. 1298 м, построен в 1964 (был самым большим с 1964 до 1981).
12. Золотые Ворота, США. 1280 м, построен в 1937 (был самым большим с 1937 до 1964).
13. Мост Хёгакустенбрун, Швеция. 1210 м, построен в 1997.
14. Мост Макинак, США. 1158 м, построен в 1958.
15. Мост Минами Бисан-Сето, Япония. 1118 м, построен в 1988.
16. Мост Султана Мехмеда Фатиха, Турция. 1090 м, построен в 1988.
17. Босфорский мост, Турция. 1074 м, построен в 1973.
18. Мост Джорджа Вашингтона, США. 1067 м, построен в 1931 (был самым большим с 1931 до 1937).
19. Мост Курусима-3, Япония. 1030 м, построен в 1999.
20. Мост Курусима-2, Япония. 1020 м, построен в 1999.
21. Мост имени 25 апреля, Португалия. 1013 м, построен в 1966.

Мост через Мессинский пролив с центральным пролётом 3300 м соединит Италию и Сицилию, но его строительство ещё не началось.
Также планируется создание мостов через Гибралтарский пролив и через Суданский пролив, где длины пролётов будут достигать нескольких километров.
Мост через Бухту Измит (Мраморное море, Турция) с длиной основного пролёта 1668 м может стать вторым по длине в мире, но по состоянию на июнь 2009 года его строительство находится на стадии разработки проекта.

## Другие висячие мосты

Семипалатинский подвесной мост через реку Иртыш

- Семипалатинский подвесной мост, Казахстан. 750 м, построен в 2001.